# とび魚のバタフライ/世界が終わる夜に
「とび魚のバタフライ／世界が終わる夜に」（とびうおのバタフライ/せかいがおわるよるに）は、チャットモンチーの5枚目のシングル。2007年6月20日発売。発売元はKi/oon Records。

## 解説
初回限定盤のみ特殊印刷&スーパーピクチャーレーベル仕様。「シャングリラ」以来のTOP10入り。初の両A面シングルとして発売された。

## 収録曲
- 全作曲：橋本絵莉子

1. とび魚のバタフライ
（作詞：福岡晃子）
テレビ神奈川『saku saku』2007年6月度エンディングテーマ
「スカパー!夏フェス祭り」のCMの冒頭にライヴ時の3人が登場、この曲が全編に渡って使われていた。
NHK教育『ビタミンETV』OPテーマ
2. 世界が終わる夜に
（作詞：福岡晃子）
PVに3人は出演していない。両A面であったが、PVが公開されたのは「とび魚のバタフライ」より後である。
映画『腑抜けども、悲しみの愛を見せろ』主題歌
3. 風
（作詞：橋本絵莉子）

## 収録アルバム
- 生命力 (#1,2)
- 表情＜Coupling Collection＞ (#3)
- チャットモンチー BEST〜2005-2011〜 (#1,2)
- BEST MONCHY 1 -Listening- (#1,2)